# Útoyggjar

Die acht Außeninseln der Färöer

Útoyggjar [ˈʉutˌɔʤːar] (färöisch „Außeninseln“) werden auf den Färöern diejenigen Inseln genannt, denen aufgrund ihrer Randlage und geringer Besiedelung eine besondere Stellung zugestanden wird, die mit finanziellen Unterstützungen vonseiten der färöischen Landesregierung verbunden ist. 

## Die acht Außeninseln
Bei den acht Außeninseln handelt sich dabei zumeist um die kleineren Inseln, die fast alle nicht von Autofähren angelaufen werden. Hierzu zählen die bewohnten Inseln Fugloy, Svínoy, Kalsoy, Mykines, Hestur, Koltur, Skúvoy und Stóra Dímun.
Lítla Dímun ist nur von Schafen bewohnt und wird daher nicht mitgerechnet. Seit der Eingemeindung von Nólsoy in die Kommune Tórshavn zum 1. Januar 2005 ist diese Insel auch keine Außeninsel mehr.
Allen Außeninseln ist gemeinsam, dass sie von Entvölkerung bedroht sind. So sank die Bevölkerung auf den acht Inseln von 340 Menschen im Jahr 2007 auf 240 im Jahr 2012. Die Inseln können nur mit dem Schiff (Strandfaraskip Landsins) oder dem Helikopter (Atlantic Airways) erreicht werden.
Die Bevölkerungszahlen auf den acht Inseln unterscheiden sich erheblich. Die 222 Menschen, die im September 2016 auf den Außeninseln lebten, verteilten sich folgendermaßen: 
|   | Außeninsel  | Anzahl Ew. Sept. 2016 |
| - | ----------- | --------------------- |
| 1 | Kalsoy      | 76                    |
| 2 | Fugloy      | 37                    |
| 3 | Svínoy      | 36                    |
| 4 | Skúvoy      | 32                    |
| 5 | Hestur      | 17                    |
| 6 | Mykines     | 14                    |
| 7 | Stóra Dímun | 9                     |
| 8 | Koltur      | 1                     |

## Útoyggjafelagið
Im Dezember 2001 wurde das Útoyggjafelagið gegründet, die Interessenvertretung der kleinen Außeninseln der Färöer. Es gibt jährliche Treffen, die den Charakter eines Volksfests für die Insulaner haben. Diese Útoyggjarstevnan genannten Treffen finden jedes Jahr an einem anderen Ort statt. Allgemeines Ziel und Zweck des Vereins ist es aber die wirtschaftliche Entwicklung der kleinen Inseln und ihre Zusammenarbeit zu fördern. Die langjährige Organisatorin der Zusammenarbeit im Verein ist seit 2002 Olga Biskopstø.